# 怡红院
怡红院，小说《红楼梦》描述的大观园中一景，贾宝玉的住所。大观园建成后贾政带宝玉游园时，宝玉题为“红香绿玉”，后贾元春省亲时将其改为“怡红快绿”，并称之为“怡红院”。是大观园中最为华丽的房屋之一。